# Leandro Ferreira
Leandro Ferreira là một đô thị thuộc bang Minas Gerais, Brasil. Đô thị này có diện tích 355,221 km², dân số năm 2007 là 2955 người, mật độ 9,7 người/km².